# Ruyangosaurus giganteus
Ruyangosaurus giganteus — вид велетенських динозаврів, що існував у ранній крейді (125 млн років тому) у Східній Азії. Скам'янілі рештки виду знайдені у відкладеннях формації Гаолін (Haoling Formation) на сході Китаю.

## Етимологія
Назва Ruyangosaurus походить від округу Жуян (Ruyang), де були виявлені його рештки, і грецького слова sauros («ящірка»). Видова назва giganteus відноситься до його великих розмірів.

## Опис

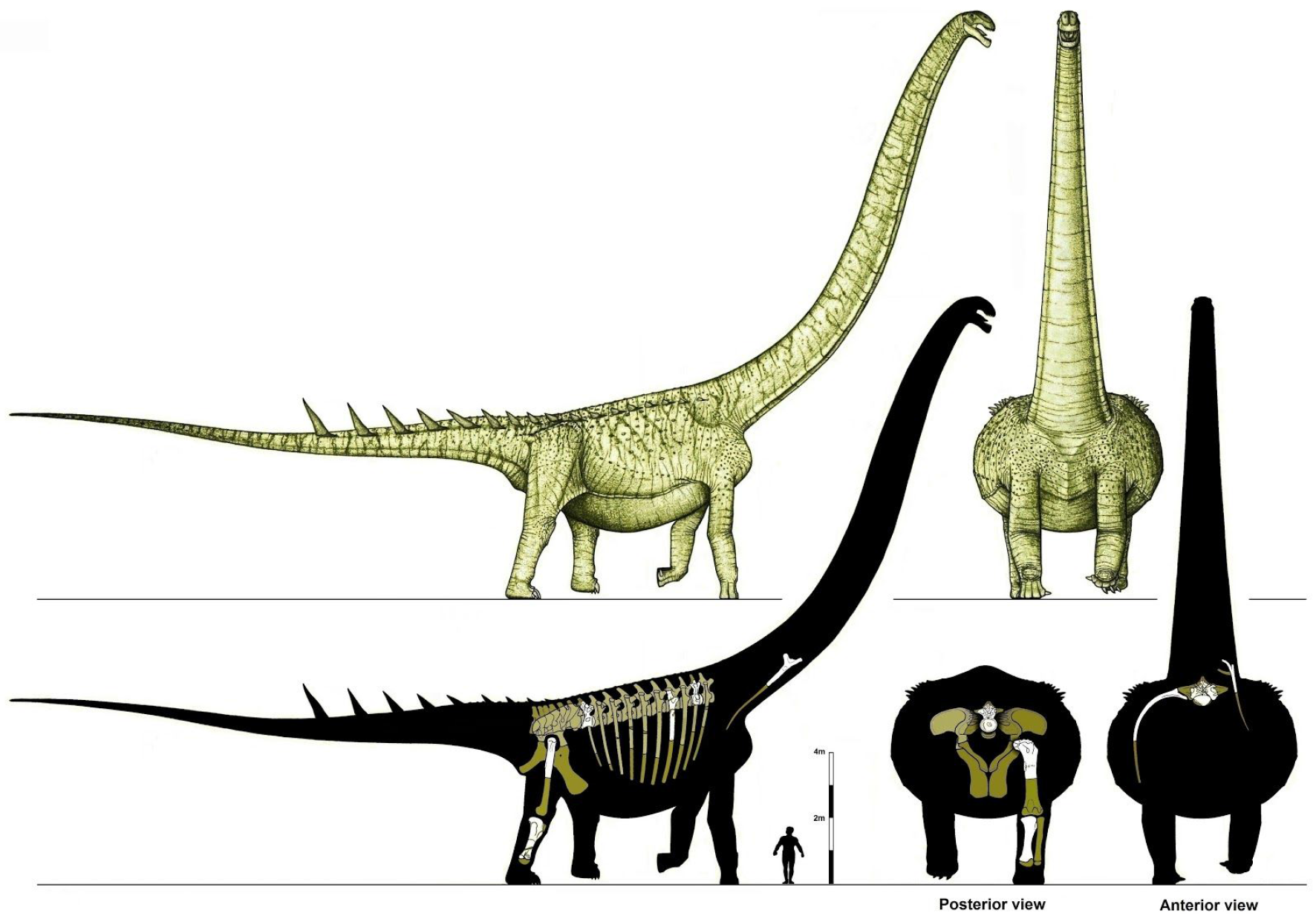
Реконструкція динозавра на основі відомих решток

Разом з Huanghetitan і Daxiatitan, Ruyangosaurus є одним з найбільших динозаврів, виявлених в крейдовому періоді Азії. У 2016 році Грегорі С. Пол оцінив довжину 30 метрів і вагу понад 50 т, назвавши вид «мега-завроподом». Згідно з іншою оцінкою, Ruyangosaurus мав довжину приблизно 35 метрів, про що свідчать його стегнова кістка завдовжки 207 см і права гомілкова кістка довжиною 127 см. У 2020 році Моліна-Перез і Ларраменді дали нижчу оцінку: 24,8 метра і 34 тонни.